# Бродвей-Джанкшен (Нью-Йоркское метро)
Бродвей-Джанкшен (англ. Broadway Junction) — один из пересадочных узлов Нью-Йоркского метро. В состав пересадочного узла входят две надземные станции и одна подземная. В его состав также входила станция эстакадной BMT Fulton Street Line, которая была закрыта в 1956 году. Узел находится в Бруклине, на границе районов Бедфорд — Стайвесант и Ист-Нью-Йорк, на пересечении Ван-Синдерен-авеню, Бродвея и Фултон-стрит. Рядом с ним находится станция East New York пригородной ж/д LIRR, на которую есть пересадка (платная, так как LIRR — независимая организация).
В пересадочный узел входят станции следующих линий:
- линия Джамейка, Би-эм-ти,
- линия Канарси, Би-эм-ти,
- линия Фултон-стрит, Ай-эн-ди.

На станциях пересадочного узла останавливаются маршруты:
- A, J, L (круглосуточно),
- C (круглосуточно, кроме ночи),
- Z (в часы пик в пиковом направлении).

## Платформы линии Канарси, Би-эм-ти
|   |   |   |   |   |
| · | · | · | · | · |

|   |   |   |   |   |
| · | · | · | · | · |

«Бродвей-Джанкшен» (англ. Broadway Junction) — станция Нью-Йоркского метрополитена, расположенная на линии Канарси, Би-эм-ти.  На станции останавливается маршрут L (круглосуточно).
Станция представляет собой два пути и две платформы. Одна платформа островная, другая — боковая. Боковая платформа расположена у южного пути и используется поездами в сторону района Канарси. Островная платформа, соответственно, обслуживается поездами в сторону Манхэттена, но в случае чего может использоваться поездами в обратном направлении.
Станция эстакадная, расположена от поверхности довольно высоко — это одна из самых высоких станций метро. Высота объясняется тем, что линия проходит над и так эстакадной линией BMT Jamaica Line. Северный конец платформ расположен ниже — пути резко опускаются вниз и буквально через 200 метров входят в тоннель. Перед тоннелем установлен перекрёстный съезд, не использующийся для регулярного движения поездов.
Со станции хорошо видно располагающееся в непосредственной близости метродепо. Также можно рассмотреть Аэропорт Дж. Кеннеди, расположенный в 8-ми километрах от станции, видна посадка и взлёт самолётов. В 1999 году станция была реконструирована, но лифтами не снабжена.

## Платформы линии Фултон-стрит, Ай-эн-ди
|     |   |   |     |     |   |   |     |
| · л | · | · | · э | · э | · | · | · л |

|     |   |   |     |     |   |   |     |
| · л | · | · | · э | · э | · | · | · л |

«Бродвей-Джанкшен» (англ. Broadway Junction) — станция Нью-Йоркского метрополитена, расположенная на линии Фултон-стрит, Ай-эн-ди.  На станции останавливаются маршруты A (круглосуточно) и C (круглосуточно, кроме ночи). Экспресс-пути используются маршрутом A (круглосуточно, кроме ночи). Локальные пути используются маршрутами A (ночью) и C (круглосуточно, кроме ночи).
Станция представлена четырьмя путями и двумя островными платформами. Внутренние пути используют экспрессы A всегда, кроме ночи. Внешние пути предназначены для движения локальных поездов A только ночью и C. Станция отделана в синих тонах. На стенах располагаются мозаики с названием станции.
Существует лишь один выход со станции — этот же выход служит пересадкой на соседние станции узла. Он находится с восточного конца платформ. Турникетный зал расположен в мезонине над платформами. Раньше существовал ещё и западный выход, но он был закрыт, а мезонин переоборудован под отделение полиции.
До 2007 года станция называлась по-другому — Broadway — East New York, но было принято решение о переименовании. На стенах станции в названиях была заменена плитка. Но плитка имела другой тип, поэтому станция стала уникальной — в её отделке теперь присутствует как матовая, так и глянцевая плитка синего цвета.

## Платформы линии Джамейка, Би-эм-ти
|   |   |   |   |   |   |   |
| · | · | · | · | · | · | · |

|   |   |   |   |   |   |   |
| · | · | · | · | · | · | · |

«Бродвей-Джанкшен» (англ. Broadway Junction) — станция Нью-Йоркского метрополитена, расположенная на линии Джамейка, Би-эм-ти.  На станции останавливаются маршруты J (круглосуточно) и Z (в часы пик в пиковом направлении). Станция представлена двумя островными платформами и тремя путями, из которых используются только локальные пути, а экспресс-путь не используется для регулярного движения поездов. С обоих концов платформ расположены подъездные пути к метродепо East New York Yard.
Станция была открыта под другим названием — Broadway — Eastern Parkway, так как имелся непосредственный выход с платформ на Истерн-Парквей. С закрытием этого выхода было изменено название станции на нынешнее. Имеется мезонин, расположенный над платформами — отсюда можно попасть на соседние станции пересадочного узла, тут же находится единственный выход в город.
К востоку от станции от локальных путей ответвляются пути, поворачивающие на юг и соединяющиеся с линией Канарси (регулярного движения нет). Сама линия продолжается на восток (маршруты J и Z), причём неиспользуемый средний путь заканчивается, примыкая к двум боковым путям. С обеих сторон от станции есть несколько путей, идущих в депо «Ист-Нью-Йорк».

## Соседние станции
| Условные обозначения |
| для дней и часов работы маршрутов (более точно указано во всплывающих подсказках при этих обозначениях): |
| --- |
| круглосуточно круглосуточно, кроме ночи круглосуточно, кроме будней днём (либо часов пик) в пиковом направлении в будни днём (и, возможно, вечером) в будни круглосуточно в часы пик в будни днём (либо в часы пик) в пиковом направлении в будни днём (либо в часы пик) в направлении, обратном пиковому в выходные ночью ночью и в выходные (и, возможно, вечером) нет движения поездов |

| Предыдущая станция                        | ЛинияНазвание станции                         | Следующая станция                                        |
| ----------------------------------------- | --------------------------------------------- | -------------------------------------------------------- |
| Рокавей-авеню · (A C) · Ютика-авеню · (A) | линия Фултон-стрит, Ай-эн-ди Бродвей-Джанкшен | Либерти-авеню · (A C) · Юклид-авеню · (A)                |
| Холси-стрит · (J) · Чонси-стрит · (J Z)   | линия Джамейка, Би-эм-ти Бродвей-Джанкшен     | Алабама-авеню · (J Z) · Атлантик-авеню · (нет сообщения) |
| Бушуик-авеню — Абердин-стрит · (L)        | линия Канарси, Би-эм-ти Бродвей-Джанкшен      | Атлантик-авеню · (L)                                     |